# Pericompus elegantulus
Pericompus elegantulus är en skalbaggsart som beskrevs av Leferte. Pericompus elegantulus ingår i släktet Pericompus och familjen jordlöpare. Inga underarter finns listade i Catalogue of Life.